# Miklós Kállay
Miklós Kállay de Nagy-Kálló (en idioma húngaro:nagy-kálló Kállay Miklós; Kállósemjén, 23 de enero de 1887-Nueva York, 14 de enero de 1967) político húngaro noble,  primer ministro de Hungría durante la Segunda Guerra Mundial, desde el 10 de marzo de 1942 hasta el 19 de marzo de 1944.

## Orígenes y primeros cargos
Kállay nació en Kállósemjén, en el condado de Szabolcs de la Hungría austrohúngara en 1887. La familia Kállay era adinerada —Kállay había nacido en la finca de la familia, que poseía desde el siglo XI— e influyente en la política regional y Kállay fue delegado provincial en su distrito desde 1921 a 1929. De hecho, sus dieciocho primeros años de carrera política se dedicó a la política local. Luego comenzó su participación en el Gobierno nacional, primero como subsecretario de Estado en el Ministerio de Comercio (1929-31) y posteriormente como ministro de Agricultura (1932-1935). Se le consideraba un experto en economía y en agricultura y fue por esta razón por la que ingresó en Gobierno de Gyula Gömbös el 1 de octubre de 1932 como ministro de Agricultura. Dimitió de su cargo veintisiete meses más tarde como señal de protesta por las políticas derechistas del primer ministro Gyula Gömbös.  
Tras su renuncia, permaneció como miembro de la Cámara Alta y responsable de la coordinación de las políticas contra las inundaciones y los planes de irrigación.
Se mantuvo alejado, sin embargo, del poder durante casi una década, hasta que el regente húngaro Miklós Horthy —amigo personal y de posiciones políticas similares— le solicitó, en marzo de 1942, que formara un Gobierno que revirtiese las políticas pronazis de László Bárdossy.

## Al frente del Gobierno

### Características
Hostil al nazismo, era un clásico representante de régimen aristocrático húngaro que tomaba su patriotismo como defensa del anticuado sistema social imperante en el país. Su actitud hacia Alemania siguió la suerte de los combates.
Su programa de gobierno era similar al de sus predecesores en el cargo: mantenimiento del sistema social y económico imperante, anulación del Tratado de Trianon —considerado injusto— y conservación en lo posible de la independencia del país y de sus fuerzas armadas con el fin de garantizar que la paz trajese un situación favorable a la nación.

### El frente oriental y la cooperación económica
Durante su primer año de gobierno y hasta la aniquilación del 2.º Ejército húngaro en la ofensiva de Vorónezh en junio de 1942 y la derrota alemana en Stalingrado, Kállay siguió una política proalemana, convencido de la victoria final nazi. En la primavera, ordenó el arresto de varios cientos de izquierdistas, a los que envió a prisión o a batallones de trabajo en el frente.
A partir de las derrotas alemanas y húngaras de principios de 1943, su Gobierno intentó alejarse de la Alemania nazi, viendo la victoria decantarse del lado aliado.
Rechazó el envío de más tropas a la Unión Soviética, alegando el peligro que suponía para Hungría el pacto de mayo de 1942 entre Eslovaquia, Croacia y Rumanía. En septiembre sustituyó al ministro de Defensa, demasiado partidario de los alemanes y responsable de las horribles condiciones de los batallones de trabajo judíos en la Unión Soviética, por otro conservador. Rehusó repetidamente enviar tropas a los Balcanes.
Los restos del ejército húngaro en el este fueron retirados a la frontera transilvana, quedando unas pocas unidades en la retaguardia en Ucrania, lejos del frente, en operaciones de mantenimiento de las comunicaciones y lucha contra los partisanos comunistas y nacionalistas. El 31 de marzo de 1943, el 2.º Ejército fue retirado del frente.
Kállay parece que saboteó también el esfuerzo de guerra alemán, entregando solamente un cuarto de los alimentos prometidos a Alemania durante su periodo al frente del Consejo de Ministros y dedicando únicamente un quinto de la producción eléctrica a las industrias de guerra. La producción petrolera, sin embargo, creció apreciablemente hasta las ochocientas cuarenta mil toneladas al año, solo superada por Rumanía en la zona controlada por Alemania. Otros aspectos que también contribuían a las actividades bélicas alemanes era el uso de la red ferroviaria húngara —de mejor calidad que las situadas al norte y al sur del país— para el desplazamiento tropas y su abastecimiento y la entrega de productos industriales y agrícolas, que aumentó la deuda alemana con Hungría, pues cada vez pagaba menos estas importaciones. La industria húngara se libró de los bombardeos aliados hasta el verano de 1944.

### Acercamiento a los Aliados

#### Situación de la población judía
El Gobierno de Kállay rehusó participar en las persecuciones de judíos y otras actividades que los nazis planeaban, a pesar de las presiones diplomáticas alemanas, apreciables desde octubre de 1942. Las exigencias alemanas respecto a los judíos se resumían en dos puntos principales: su exterminio en el país y la aplicación de las leyes antijudías a los que residiesen en el extranjero. Kállay rechazó ambas. Cediendo a presiones tanto internas como externas, toleró, empero, la gran propaganda antisemita. Para apaciguar a los nazis y a una parte importante de la opinión pública del país, sí que envió a varios miles de judíos a trabajar a las minas de cobre de Bor en la antigua Yugoslavia; varias decenas de miles más servían en batallones de trabajo en Ucrania.
Durante su gobierno no hubo —salvo en el frente y no sin protesta gubernamental— maltrato generalizado a los judíos, aunque sí se acentuó su discriminación económica, social y cultural. Las condiciones de los judíos que servían en los batallones de trabajo en el frente mejoraron sustancialmente tras la derrota húngara en Vorónezh. Se permitió asimismo una pequeña cuota de emigración a Palestina y algunos judíos ricos siguieron perteneciendo a la Cámara Alta.

#### Relaciones con los Aliados
El Gobierno también alentó la pluralidad de opinión dejando funcionar a los partidos de izquierda sin intervenirlos. Mantuvo contactos políticos con potencias aliadas occidentales, con poca precaución, pues eran conocidas por los alemanes, y estableció una tregua tácita que permitía a los aviones aliados sobrevolar Hungría a cambio de no sufrir bombardeos. Kállay intentó, no obstante, obtener una rendición a las potencias occidentales exclusivamente, soslayando a la Unión Soviética, sin lograrlo. Representante de las clases pudientes húngaras, Kállay siempre se opuso a un acuerdo con la potencia comunista, incluso si eso conllevaba una alianza con los nazis. El Gobierno de Kállay se mostraba dispuesto a cambiar de bando siempre que se respetasen la independencia del país, sus ganancias territoriales desde el otoño de 1938 y el orden político, social y económico del Estado, excluyendo a la Unión Soviética del futuro de Europa Central. El 9 de septiembre de 1943, un día después de la rendición incondicional italiana, un diplomático húngaro en Estambul firmó un documento de ocho condiciones que estipulaban en qué caso Hungría seguiría los pasos de Italia. Una de ellas era que el documento sólo se haría público cuando las tropas aliadas alcanzasen las fronteras magiares. Horthy y Kállay confiaban en que, tras el desembarco en Italia, los aliados occidentales realizarían otro en la costa adriática de los Balcanes y pronto lograrían alcanzar Hungría, momento en que entraría en práctica el acuerdo de Estambul. En la Conferencia de Teherán de diciembre de 1943, sin embargo, se acabó descartando esa posibilidad, condenando las esperanzas del Gobierno húngaro, que desconocía este acuerdo.
Por otro lado, Kállay intentó evitar la invasión alemana, decidida por Hitler ya en septiembre de 1943 tras el cambio de bando de Italia y la relativa falta de colaboración contra los judíos del Gobierno húngaro. No tomó, sin embargo, medidas en el Ejército para que aquella resultase más complicada al invasor. Las fuerzas armadas siguieron controladas por los oficiales filonazis —muchos de ellos pertenecientes a la minoría alemana— En abril de 1943, en una conferencia con Horthy, Hitler exigió en vano la destitución de Kállay, acusado de proteger a los judíos y sospechoso a ojos de los alemanes por sus negociaciones con los Aliados. Sus acciones, ambiguas e insuficientes, no lograron evitar la invasión alemana en la primavera de 1944 ni la posterior soviética.

## Ocupación alemana
Los alemanes finalmente ocuparon Hungría el 19 de marzo de 1944, cuando el frente se acercó a las fronteras húngaras, forzando a Kállay a refugiarse en la embajada turca mientras su ministro de Interior era encarcelado. Kállay, desconfiando del cuerpo de oficiales, partidario de los alemanes, no intento resistir; tampoco hubo resistencia popular a la ocupación. Horthy se vio obligado a remplazarlo con un partidario más decidido de las políticas nazis (Döme Sztójay, hasta entonces embajador en Berlín). El mismo día 19, Kállay, destituido, se refugió en la embajada turca.
Kállay pudo evitar a los nazis durante un tiempo hasta que, una vez que hubo abandonado la embajada el 19 de noviembre —el ministro de Asuntos Exteriores del Gobierno de Szálasi amenazó con asaltarla si los turcos no entregaban al ex primer ministro—, fue finalmente capturado tras la toma del poder de Ferenc Szálasi y enviado a Dachau y más tarde a Mauthausen. Fue liberado tras la guerra por los estadounidenses y se exilió voluntariamente en 1946 en Roma. Se instaló en los Estados Unidos en 1951 y en 1954 publicó sus memorias en el libro Primer ministro húngaro: Un relato personal de las tribulaciones de una nación en la Segunda Guerra Mundial. Falleció en Nueva York en 1967.